# Nadiș, Sălaj
Nadiș (maghiară Szilágynádasd, Oláh-Nádasd) este un sat ce aparține orașului Cehu Silvaniei din județul Sălaj, Transilvania, România.

## Demografie
Satul Nadiș avea un număr de 531 locuitori în 2011.

## Personalități
- Alexandru Vaida (1894 - 1943), delegat în Marea Adunare Națională de la Alba Iulia 1918
- Simion Vaida (n. la 15 oct. 1942) - profesor [1]

## Religie
- Biserica românească din lemn cu hramul „Sfinții Arhangheli Mihail și Gavriil” din anul 1732, construită de meșterul Teortie (inscripție în chirilică la intrarea în biserică)

1. ↑  BIBLIOTECA JUDEȚEANĂ I.S. BĂDESCU SĂLAJ (2017). SĂLAJ - GHIDUL LOCALITĂȚILOR (ed. Ediția a II-a, revizuită și adăugită). Zalău. p. 43. ISBN 978-973-0-24720-6.